# Rothschildia silkae
Rothschildia silkae is een vlinder uit de onderfamilie Saturniinae van de familie nachtpauwogen (Saturniidae).
De wetenschappelijke naam van de soort is voor het eerst geldig gepubliceerd door Ronald Brechlin, Eric van Schayck & Frank Meister in 2012.

## Type
- holotype: "male. 15.VI.2007. Barcode: BC-EvS 1021"
- instituut: MWM, München, Duitsland
- typelocatie: "Costa Rica, Province Cartago, Orosi, 1350 m., 9.47°N, 83.51°W"